# Мара Йосифова
Мария Костадинова Йосифова, по-известна като Мара Йосифова, е българска художничка, работила предимно в областта на приложното и декоративно изкуство, тя е сред най-изявените му автори, има свое място и голям принос в развитието на художествения текстил в България.

## Биография
Родена е в Казанлък. Завършва педагогическата гимназия в родния си град (1924).
Насърчена от художника Иван Милев и учителя си по рисуване Станю Стаматов учи в Художествената академия в София и завършва декоративни изкуства при проф. Стефан Баджов (1931).
Първите си участия в изложби в България и чужбина започва през 1935 г. с живописни платна, а през 1937 г. става член на „Дружеството на новите художници“.
Спечелва Хумболтова стипендия за изкуство и специализира художествен текстил в Австрия (1940 – 1943). Завършва Академията за приложни изкуства във Виена при проф. Едуард Йозеф Вимер – Визгрил (Eduard Josef Wimmer-Wisgrill) и проф. Фердинанд Андри (Ferdinand Andri) (стенен килим и фреско).
Посещава Китай (октомври 1954 – февруари 1955) и се запознава с китайската традиция в художествения текстил.
Преподава художествен текстил във факултета за приложни изкуства на Висшия институт за изобразително изкуство „Николай Павлович“ в София (1975 – 1980).
Член е на Съюза на българските художници.
Мара Йосифова е сестра на художника Йосиф Йосифов, нейна снаха е художничката Тодорка Йосифова, нейна племенница е художничката Мария Йосифова.

## Творчество
Мара Йосифова създава
- ръчно рисуван и печатен текстил,
- проектира десени за българската текстилна промишленост,
- след 1968 г. работи предимно в областта на стенния килим, изпълнен ръчно в гладка класическа техника на вертикален стан.

Голяма част от нейното изкуство е вдъхновено от българското народно художествено наследство и следва националната културна традиция.
Мара Йосифова участва в много общи художествени и представителни изложби в България, а също и Индия, Япония, Китай, Франция, Австрия, Чехия, Полша, Гърция, Кувейт и др.
Организира самостоятелна изложба в София (1981).
| „ | Изкуството на Мара Йосифова е преди всичко изкуство на пространствени стойности и може би това го отделя от приложно – декоративната посока и го превръща в свят със самостоятелен живот – изкуство, което само определя и изисква своя среда, но най-малко зависи от нея – самото то е завършена действителност със свои естетически закони, със своя нравствена и човешка територия. | “ |

| „ | Творчеството на Мара Йосифова е богато. Песенността на цветовете, тяхната сложна музикална ритмика и композиция, внушаващи дълбоко вълнуващо чувство е проблем, който е решен в изкуството на този художник. | “ |

| „ | Обикновено Мара Йосифова бива окачествявана като неофолклорна художничка традиционалистка, пиеща от изворите на народното текстилно и декоративно приложно изкуство. Обаче историческата справка показва, че тя и по-рано и едновременно е създавала „модерни“ гоблени с по-универсални и отвлечени решения. Затова Мара Йосифова е колкото „традиционалистка“ във фолклорните си пана, толкова и „авангардистка“ – една от малкото български „авангардистки“ в свободните си композиции. В стилистично отношение може да се каже, че изкуството на Мара Йосифова е графично-линеарно, но стига до пластични ефекти. | “ |

## Награди
Мара Йосифова е получавала много награди и е удостоена е със златен медал на Министерството на културата за цялостното си творчество (1964)
- първа награда на Съюза на българските художници за цялостно представяне в обща художествена изложба на приложните изкуства (1968, 1972)
- награда на гр. Казанлък „Иван Милев“ за стенен килим „Зелената птица“ (1976)
- награда на гр. Ямбол за приложни изкуства за стенен килим „Тракийско слънце“ (1979)
- награда на гр. Ямбол за стенен килим „Празник“ (Общата художествена изложба на приложните изкуства – Ямбол, 1983)
- награда за цялостно творчество на Фонд „Поддържане на изкуството в България Архив на оригинала от 2011-12-24 в Wayback Machine.“ – Съюз на българските художници (1995) и др.

## Произведения
Произведения на Мара Йосифова притежават:
Националната художествена галерия, колекция „Декоративно изкуство“ Архив на оригинала от 2016-10-05 в Wayback Machine., раздел „артистична тъкан“
Националната художествена галерия за декоративно-приложни изкуства – София
- „Белият конник“ – стенен килим 200/200 см, (1968)
- „Музика“ – стенен килим – 250/180 см, (1970 – 72)
- „Песен“ – стенен килим – 210/200 см, (1972)
- „Бялата птица“ – стенен килим – 170/200 см, (1972)
- „Пролетна песен“ – стенен килим – 230/200 см, (1972)
- „Пролетно пробуждане“ – стенен килим – 210/200 см, (1972)
- „Българско ноктюрно“ – стенен килим – 255/162 см, (1975)

Художествената галерия на гр. Ямбол
- „Тракийско слънце“ – стенен килим 215/280 см, (1979)
- „Две сестри“ – стенен килим 225/140 см, (1975)

Художествената галерия на гр. Казанлък
- „Зелената птица“ – стенен килим 130/255 см, (1976)
- „Утро“ – стенен килим 210/240 см, (1977)

Национален дворец на културата
- „Ноктюрно“ – стенен килим,300/250 см, (1980)
- „Музика“ – стенен килим, 300/250 cm, (1980 – 81)

Правителствена резиденция Бояна
- „Пролетен празник“ – стенен килим (1972)

българските посолства в Германия, Австрия, Полша, много частни колекции и др.